# Азербайджано-ирландские отношения
Азербайджано-ирландские отношения — двусторонние дипломатические отношения между Азербайджанской Республикой и Республикой Ирландия в политической, экономической и иных сферах.

## Дипломатические отношения
Правительство Ирландии признало независимость Азербайджана в 1991 году. Дипломатические отношения между Азербайджаном и Ирландией установлены 1 июля 1996 года.
Дипломатическое представительство Азербайджана в Ирландии находится в Лондоне (Соединённые Королевства). Дипломатическое представительство Ирландии в Азербайджане расположено в Анкаре (Турция).
Чрезвычайным послом Азербайджана в Ирландии является Тахир Тагизаде. Послом Ирландии в Азербайджане является Джеймс Шарп.
В парламенте Азербайджана действует рабочая группа по отношениям с Ирландией. Руководитель группы — Эркин Гадирли.
В законодательных собраниях обеих стран функционируют рабочие группы по межпарламентским связям

## Экономическое сотрудничество
Торговый оборот (тыс. долл. США)
| Год  | Экспорт Азербайджана | Импорт Азербайджана | Товарооборот |
| ---- | -------------------- | ------------------- | ------------ |
| 2013 | 34 600               | 12 000              | 46 600       |
| 2014 | 50                   | 12 080              | 12 100       |
| 2015 | 52 240               | 11 890              | 64 130       |
| 2016 | 23 410               | 17 590              | 41 000       |
| 2017 | 6                    | 10 840              | 10 846       |
| 2018 | 10 020               | 19 700              | 29 720       |
| 2020 | 142,76               | 18 226,49           | 18 369,25    |
| 2021 | 41 755,98            | 20 111,05           | 61 867,03    |

В Азербайджане действует 12 компаний Ирландии.
Согласно данным торгового отделения Организации Объединённых Наций, в 2018 году объём экспорта товаров из Азербайджана составил 7.62 миллион долларов США.
Азербайджан поставляет в Ирландию листовое стекло.